# النا کیلیاندر
ِالْنا کیلیانْدر (انگلیسی: Elna Kiljander; ۴ نوامبر ۱۸۸۹ – ۲۱ مارس ۱۹۷۰) معمار، و طراح داخلی اهل فنلاند بود.